# Patrick Chamoiseau

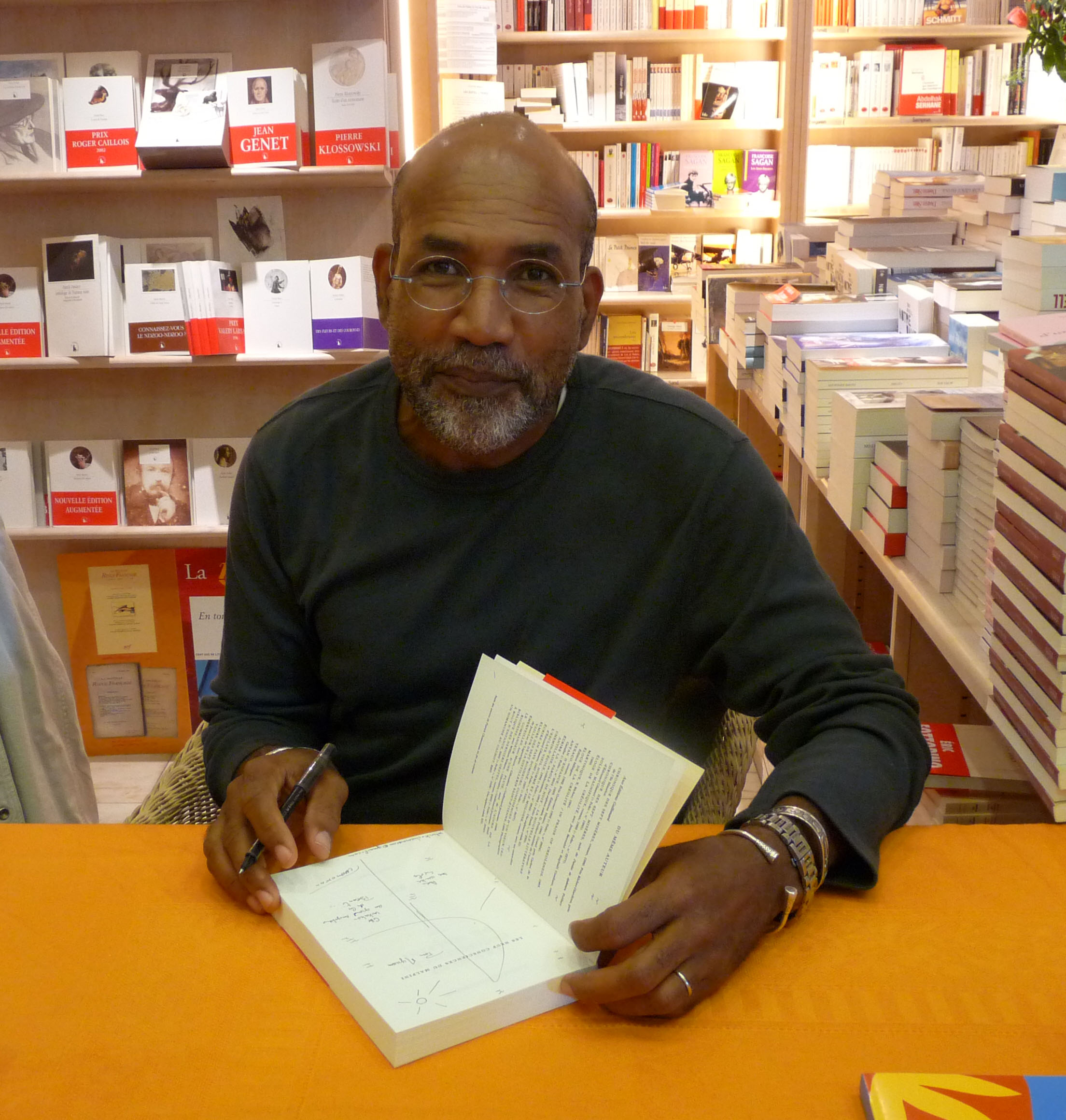
Patrick Chamoiseau (2009)

Patrick Chamoiseau (* 3. Dezember 1953 in Fort-de-France, Martinique) ist ein französischer Schriftsteller. 1992 erhielt er für Texaco den prestigeträchtigen Prix Goncourt.

## Biografie
Patrick Chamoiseau studierte in Frankreich Recht und Sozialwirtschaft und arbeitete zunächst als Sozialarbeiter. Er widmete sich nach seiner Rückkehr auf die Antilleninsel Martinique der Erforschung der kreolischen Kultur. Fortan veröffentlicht er Theaterstücke, Romane, Erzählungen (Antan d'enfance, Chemin-d'école) und mehrere literarische Essays (Eloge de la créolité, Lettres créoles). Neben dem Prix Goncourt erhielt er den Prix Carbet sowie 2002 den Prix Spécial de Jury RFO. Die Übertragung seines Romans L'empreinte à Crusoé ins Deutsche (Die Spur des Anderen) kam 2015 auf die Shortlist des Internationalen Literaturpreis des Hauses der Kulturen der Welt.

## Literarisches Werk
In seinen Romanen zeichnet Chamoiseau die Ursprünge der kreolischen Kultur nach. Unter créoles versteht er all jene Bewohner der französischen Antillen, die durch Versklavung, Deportation oder andere Umstände im Zuge der Kolonisierung auf den karibischen Inseln an Land gespült wurden. Mit dem unter seiner Mitwirkung entwickelten Konzept der créolité versucht er den Bewohnern dieses Raumes, ehemaligen Sklaven aus Afrika, chinesischen Kulis und arabischen Händlern, eine eigene kulturelle Identität zu ermöglichen.
In Chronique des sept misères etwa schildert Chamoiseau eine kulturelle Eigenart des alltäglichen Lebens auf Martinique: das harte Leben der djobeurs, die seit jeher als Warenträger auf den Märkten der Insel arbeiten und durch ihr Geschick und ihre Kreativität, vor allem aber durch ihre mündlich weitergegebenen Geschichten und Anekdoten Teil der kreolischen Kultur Martiniques sind.
Die fortwährende Integration der Insel in das Rechtssystem des französischen Mutterlandes (1946 wird Martinique ein Übersee-Département) und die massive Beeinflussung der eigenen Wirtschaft durch Frankreich und die Europäische Union verdrängen gegen Ende des 20. Jahrhunderts zunehmend typische Merkmale der kreolischen Kultur, wie die der djobeurs.

## Das Konzept dercréolité
In seinem dritten Roman Texaco beschreibt Chamoiseau die Geschichte der schwarzen Einwohner Martiniques, die als ehemalige Sklaven oder als entlaufene und umherirrende „marrons“ von den „békés“, den weißen Großgrundbesitzern der Insel, bis in das 19. Jahrhundert hinein unterdrückt wurden. Dabei schildert er, wie die verschiedenen Kulturen, die afrikanische, europäische und asiatische, im Laufe der Geschichte miteinander verschmolzen sind und zur heutigen kreolischen Identität beitrugen.
Um sein Konzept der créolité mit literarischen Mitteln zu verwirklichen, unternimmt Chamoiseau den Versuch, bestimmte Merkmale dieser antillischen Kultur in die schriftliche Form umzusetzen.
Dabei spielen die Figurenkonstellationen (hoher Anteil an mythischen Figuren der kreolischen Märchenwelt), das Einflechten von kreolischen Wörtern (aus dem als „nationale“ Sprache verinnerlichten Créole) und insbesondere das literarische Konzept der „oralité“ eine wichtige Rolle. Der märchenhafte Charakter des ausschließlich mündlich weitergegebenen Wissens der Einwohner Martiniques mit seinen zahlreichen Fabel- und mythischen Wesen (wie z. B. den „zombis“, umherirrenden Untoten, oder den „mentô“, alten Schamanen) soll somit in den Romanen Chamoiseaus verdeutlicht werden und den Bezug zur kreolischen Kultur herstellen.

## Bibliografie
- Maman Dlo contre la fée Carabosse, Theaterstück, 1982
- Chronique des sept misères, Roman, 1986
- Solibo magnifique, Roman, 1988
- Éloge de la créolité (mit Jean Bernabé und Raphaël Confiant), Essay, 1989, zweisprachige Ausgabe fr. und englisch bei Gallimard 1993
- Une Enfance créole I, Antan d'enfance, Roman mit autobiografischen Zügen, 1993, dt. Kindertage, Zebu, Frankfurt am Main 2007, ISBN 978-3-937663-08-1
- Lettres créoles: tracées antillaises et continentales de la littérature: Haiti, Guadeloupe, Martinique, Guyane (1635-1975), (mit Raphaël Confiant), Essay, 1991
- Texaco, Roman, 1992, dt.: Texaco. Ein Martinique-Roman, aus dem kreolischen Französisch von Giò Waeckerlin Induni, Piper, München; Zürich 1995, ISBN 3-492-03648-1
- Martinique, Essay, 1994
- Guyane : Traces-Mémoires du bagne, Essay, 1994
- Une enfance créole II, Chemin d'école, Roman mit autobiografischen Zügen, 1994
- Écrire en pays dominé, Essay, 1997
- L'Esclave, vieil homme et le molosse, Märchen, 1997
- Elmire des sept bonheurs : confidences d'un vieux travailleur de la distillerie Saint-Etienne, Essay, 1998
- Biblique des derniers gestes, Roman, 2002, Prix Spécial du Jury RFO
- Une Enfance créole III, À bout d'enfance, Roman mit autobiografischen Zügen, 2005
- Un dimanche au cachot, Roman, 2007
- Quand les murs tombent.  L'identité nationale hors-la-loi ? (mit Édouard Glissant), 2007
- L'intraitable beauté du monde. Adresse à Barack Obama (mit Édouard Glissant), 2009, dt. Brief an Barack Obama. Die unbezähmbare Schönheit der Welt, aus dem Französischen von Beate Thill, Das Wunderhorn, Heidelberg 2011, ISBN 978-3-88423-378-8
- Les Neuf Consciences du malfini, Roman, 2009
- L'empreinte à Crusoé, Roman, Gallimard 2012
  - Die Spur des Anderen, Roman. Aus dem Französischen von Beate Thill. Verlag Das Wunderhorn 2014
- Frères migrants. coll. Cadre rouge. Seuil, 2017
  - Migranten. Essay. Übers. Beate Thill. Das Wunderhorn, Heidelberg 2017[3]

## Ehrungen
- Prinz-Claus-Preis 1999[4]
- Commandeur des Ordre des Arts et des Lettres[5]